# 岳開先
岳 開先（がく かいせん、1883年〈光緒9年〉 - 没年不明）は、中華民国の軍人・官僚。別号は闢疆、辟疆。南宋の英雄岳飛から26世の子孫（岳鍾琪（岳飛の子孫とされる清の四川提督）の7世の孫）と称される。駐日本国公使館武員などで対日外交に携わり、後に中華民国臨時政府や南京国民政府（汪兆銘政権）華北政務委員会で要職をつとめた。

## 事績
1901年（光緒27年）に日本へ留学し、陸軍士官学校第16期（留学生第3期）を卒業した。1912年（民国元年）11月26日、北京政府から陸軍少将位を授与される。1915年（民国4年）10月27日、駐日本国公使館武員に任命され、長く日本に駐在することになった。1923年（民国12年）10月9日、陸軍中将に昇進した。国民政府では、1933年（民国22年）から1936年（民国25年）2月まで外交部駐察哈爾省特派員の地位にあった（当時の察哈爾省政府主席は宋哲元など）。
その後、岳開先は中華民国臨時政府に参加する。1938年（民国27年）1月1日、行政部参事に任命され、同年10月22日には行政委員会参事となった。翌1939年（民国28年）1月31日、行政委員会外務局局長に任命された。臨時政府最末期の1940年（民国29年）3月9日には、実業部次長署理を兼務している。
1940年（民国29年）3月30日、南京国民政府（汪兆銘政権）に臨時政府が合流し華北政務委員会に改組され、実業部も実業総署に改組された。同年5月4日、岳開先は実業総署署長代理（実業総署督弁は王蔭泰）に任命される。以後、華北政務委員会が改組された1943年（民国32年）11月までこの地位にあった。また、1941年（民国30年）8月には、同委員会の華北河渠委員会委員にも任ぜられている。
1943年11月以降の岳開先の行方は不詳である。なお、岳が漢奸として摘発されたとの情報は見当たらない。

## 注
1. ↑  外務省情報部編（1928）、465頁は「年齢46歳」としている。同書は昭和3年（1928年）現在の年齢（数え年と見られる）を記載しており、これに従い本記事では1883年生まれとする。ただし、東亜問題調査会編(1941)、38頁は、「年はすでに六十を越える」（具体的な生年の明記は無い）と記述している。1883年生まれならば1941年当時で数え年59ということになり、計算が合わない。
2. 1 2 3  外務省情報部編(1928)、465頁。
3. ↑  東亜問題調査会編(1941)、38頁。当該頁は「勇将岳鍾崎将軍」と誤記している
4. ↑  ちなみに当時の要人としては、岳維峻も岳飛の子孫とされていた。ただし、岳維峻の出身地は陝西省蒲城県である。
5. 1 2 3 4  東亜問題調査会編(1941)、38頁。
6. 1 2 3  劉国銘主編(2005)、1584頁。
7. ↑  中華民国政府官職資料庫「姓名：岳開先」
8. ↑  臨時政府令、民国27年1月1日（『政府公報』第1号、民国27年1月17日、臨時政府行政委員会公報処、15頁）。
9. ↑  臨時政府令、令字第286号、民国27年10月22日（『政府公報』第40号、民国27年10月24日、臨時政府行政委員会公報処、2頁）。
10. ↑  臨時政府令、令字第327号、民国28年1月31日（『政府公報』第57号、民国28年2月6日、臨時政府行政委員会情報処公報室、1頁）。
11. ↑  臨時政府令、令字第537号、民国29年3月9日（『政府公報』第137号、民国29年3月16日、臨時政府行政委員会情報処第四科、1頁）。
12. ↑  前任の次長・陸夢熊が1月2日に死去したことによる。
13. ↑  華北政務委員会の総署では、督弁と署長とで正副の関係となる。臨時政府の部における総長と次長にあたる。
14. ↑  華北政務委員会任用令、任字第40号、民国29年5月4日（『華北政務委員会公報』第1-6期合刊、民国29年6月9日、華北政務委員会政務庁情報局、本会13頁）。
15. ↑  公報上の任命は5月4日だが、華北政務委員会が成立した3月30日に事実上の重任となっていた可能性が高い。
16. ↑  劉寿林ほか編(1995)、1058頁。